# Amblypsilopus crassatus
Amblypsilopus crassatus är en tvåvingeart som beskrevs av Yang 1997. Amblypsilopus crassatus ingår i släktet Amblypsilopus och familjen styltflugor. Inga underarter finns listade i Catalogue of Life.